# Erland van Lidth
Erland van Lidth de Jeude (Hilversum, 3 juni 1953 – New York, 23 september 1987) was een in Nederland geboren Amerikaanse acteur, worstelaar en operazanger.

## Biografie
Van Lidth de Jeude, lid van de familie Van Lidth de Jeude, werd geboren in Hilversum. Hij had nog een broer, Philip van Lidth de Jeude, en een zus, Philine van Lidth de Jeude. In 1958 verhuisde hij met zijn familie naar de Verenigde Staten, alwaar hij tot 1960 in Orange, New Jersey woonde. Vervolgens woonde hij in Stamford (1960-1962), Ridgefield (1962-1970), en Mount Vernon (1970-1972). Hij studeerde informatica aan het Massachusetts Institute of Technology, alwaar hij in 1977 zijn Bachelor of Science haalde. Daarnaast hield hij zich bezig met worstelen en toneelproducties, waaronder A Funny Thing Happened on the Way to the Forum.
Na zijn studie ging hij werken in Manhattan als computerexpert. In 1976 nam hij deel aan de Olympische Zomerspelen in Montreal als extra lid van het Amerikaanse worstelteam in de zwaargewicht klasse. Hij wilde ook meedoen aan de spelen in 1980 in Moskou, maar moest dat plan opgeven toen de Verenigde Staten besloten deze spelen te boycotten. Hij won de bronzen medaille bij de internationale competitie in Teheran in 1978.
Van Lidth de Jeude werd tijdens zijn trainingen in de New York Athletic Club gezien door een filmproducent, die hem een rol aanbood als het personage Terror in de film The Wanderers uit 1979. Het jaar erop was Van Lidth de Jeude te zien in de komedie Stir Crazy, waarin hij de celgenoot van Richard Pryor en Gene Wilder speelde. Na deze rol bleef hij een tijdje afwisselend acteerwerk en computerwerk doen, en hield hij zich ook bezig met zingen in de Amato Opera in New York. Verder gaf hij les in informatica aan het Manhattan Community College.
In 1986 trouwde Van Lidth de Jeude met Annette Friend. Samen kregen ze een zoon.
In 1987 was Van Lidth de Jeude te zien in de film The Running Man, waarin hij de rol van Dynamo vertolkte. Deze rol stelde hem in staat gebruik te maken van zijn zangkunsten, daar zijn personage een paar keer operastukken zingt. Dit was tevens zijn laatste filmrol. Een paar maanden na de opnames stierf hij aan de gevolgen van hartfalen. Van Lidth de Jeude werd 34 jaar oud.

## Filmografie
- The Wanderers (1979) "Terror"
- Stir Crazy (1980) "Grossberger"
- Alone in the Dark (1982) "Ronald 'Fatty' Elster"
- As the World Turns (1982) "Bruno"
- The Running Man (1987) "Dynamo"